# Møns Klint
Møns Klint – klif zlokalizowany na wschodnim wybrzeżu duńskiej wyspy Møn. Uważany bywa za jedną z głównych atrakcji krajobrazowych Danii.

## Geologia
Klif wyrasta wprost z Morza Bałtyckiego na wysokość 102–128 m. Stanowi kulminację filarowych bastionów kredowych, m.in. Dronningestolen (Tron Królowej). Ścina na długości około 8 kilometrów wschodnią część kredowego cokołu wyspy z kulminacją Aborrebjerg (143 m n.p.m.). W kilku miejscach ławice kredowe poprzecinane są wprasowanymi między nie osadami lodowcowymi i międzylodowcowymi. Osadziły się one na płaskiej wierzchowinie cokołu i pod koniec ostatniego zlodowacenia, pod naciskiem lądolodu, miękki cokół wyspy uległ potrzaskaniu na poszczególne kry, które się na siebie ponasuwały. Kolejne (tektoniczne) nasunięcia nastąpiły w holocenie (około 6.000 lat temu). Pogrzebaniu uległy wtedy liczne pnie dębowe. W klifach można odnaleźć również pozostałości organizmów coccolithophores żyjących tutaj 70 mln lat temu.

## Turystyka
Malowniczy klif jest popularnym celem wycieczek turystycznych. Turyści podziwiają zwłaszcza oślepiająco białe ściany klifu, ocieniane od góry soczystą zielenią starych lasów bukowych, które jesienią przybierają barwę intensywnej czerwieni. W pobliżu klifów funkcjonuje muzeum GeoCenter Møns Klint, którego otwarcia dokonała królowa Danii Małgorzata II.

## Erozja i wypadki
Skały tworzące Møns Klint podlegają nieustannie procesowi erozji, przez co regularnie, w różnych odstępach czasu, dochodzi tu do osuwisk, które bywają niebezpieczne dla turystów. W 1994 roku w ten sposób zginął francuski turysta. W październiku 2023 roku wody Morza Bałtyckiego podmyły również schody służące turystom do przejścia między szczytem klifów a brzegiem Morza Bałtyckiego u podstawy klifów.

## Galeria

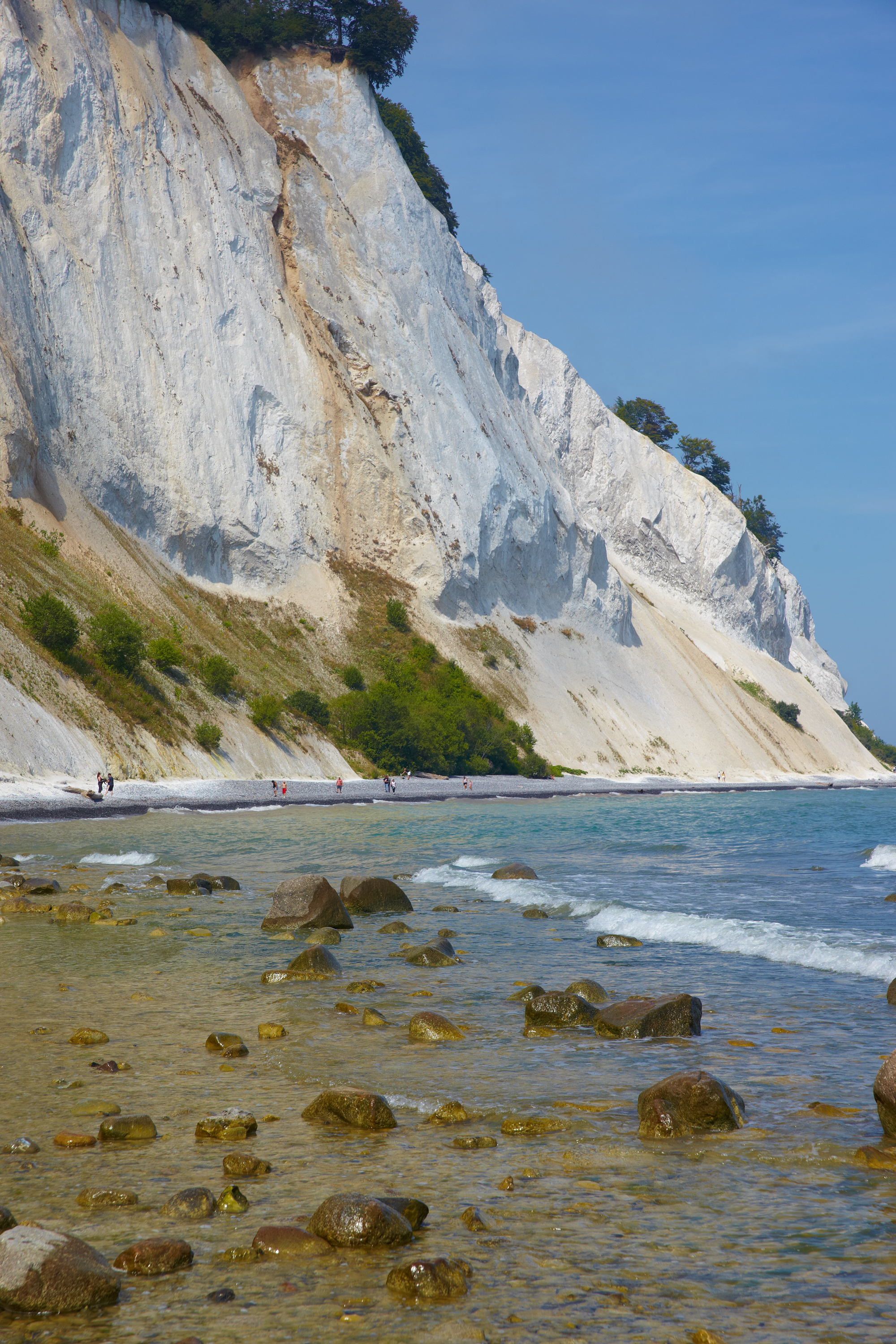
Widok z dołu
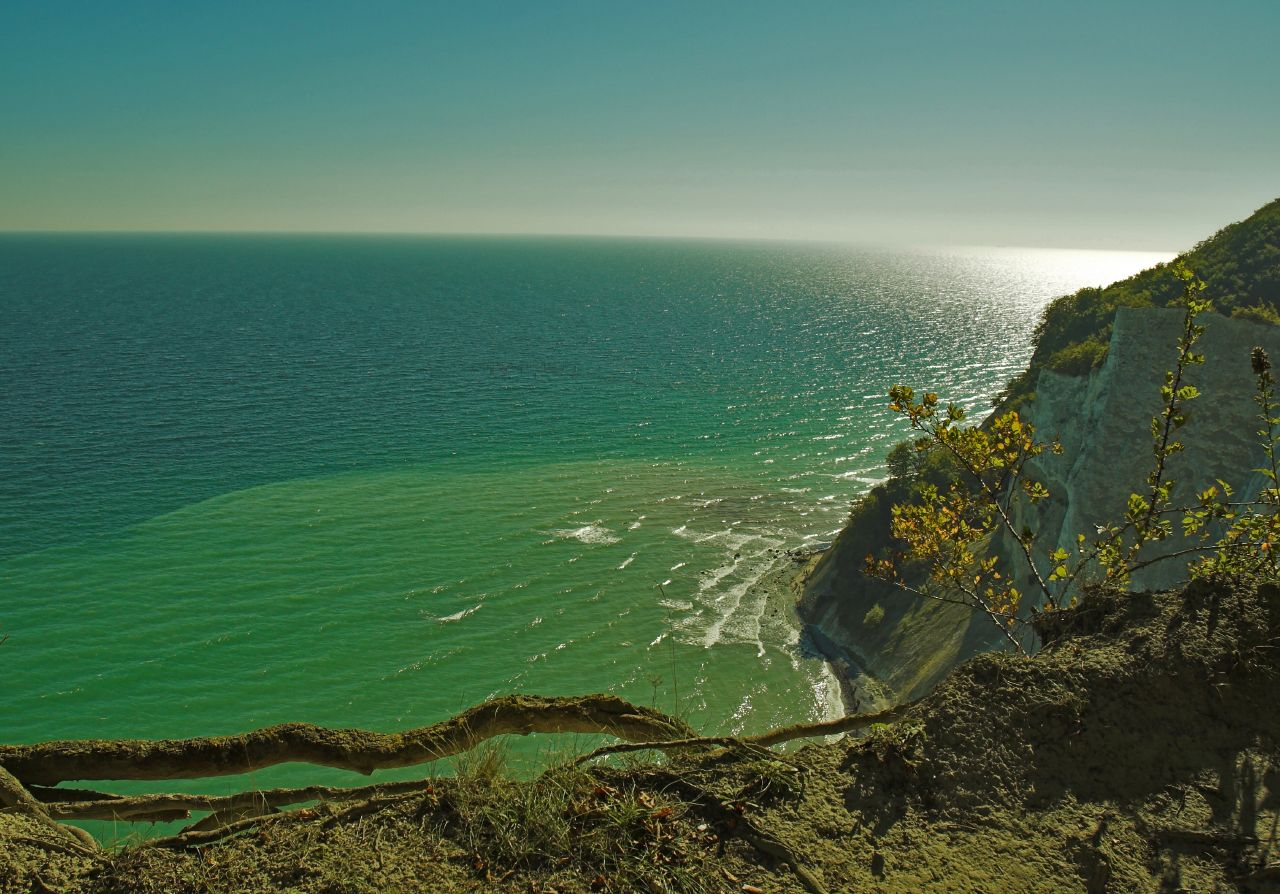
Barwa morza
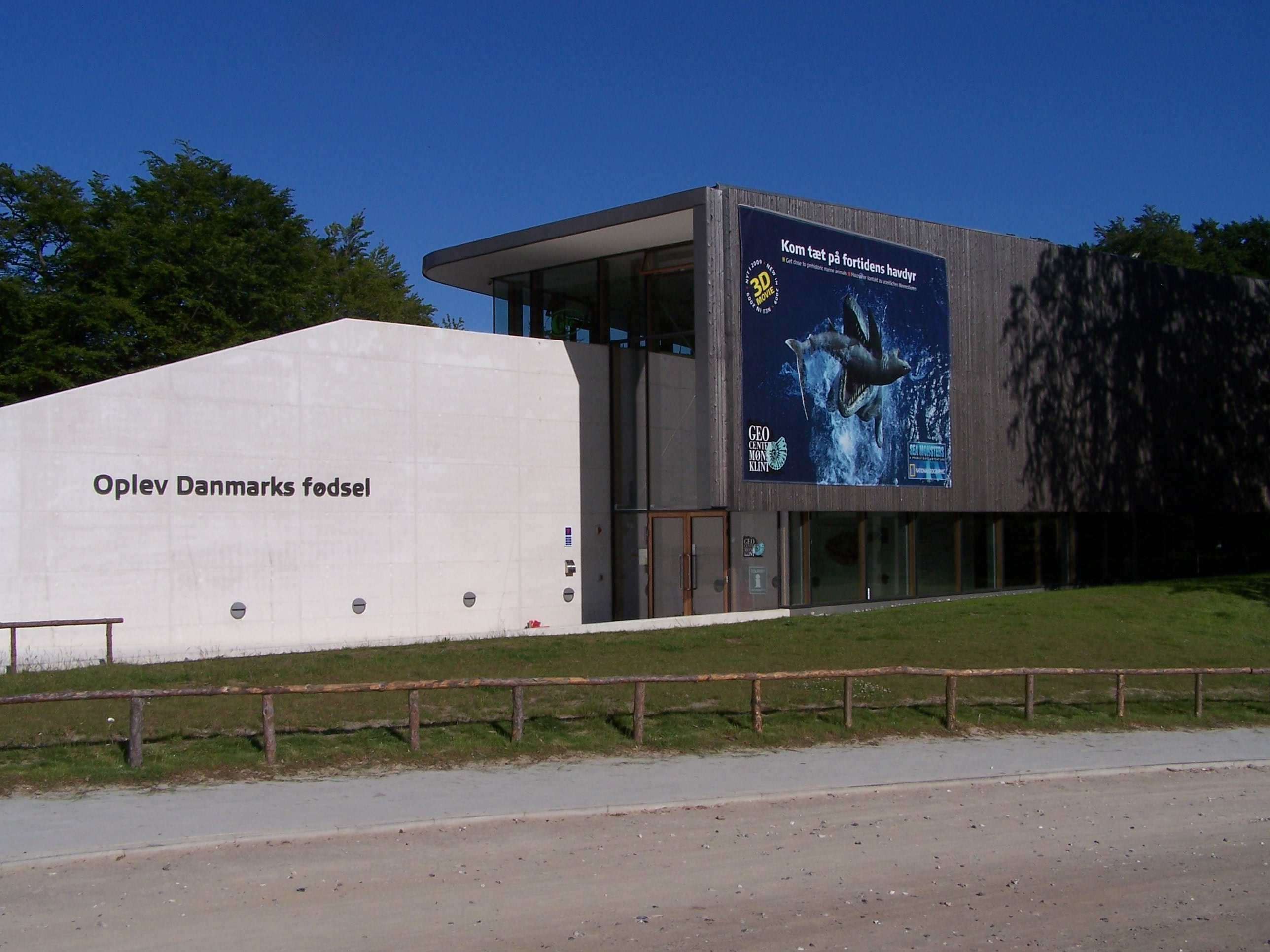
Geo Center przy klifach

## Møns Klint w sztuce

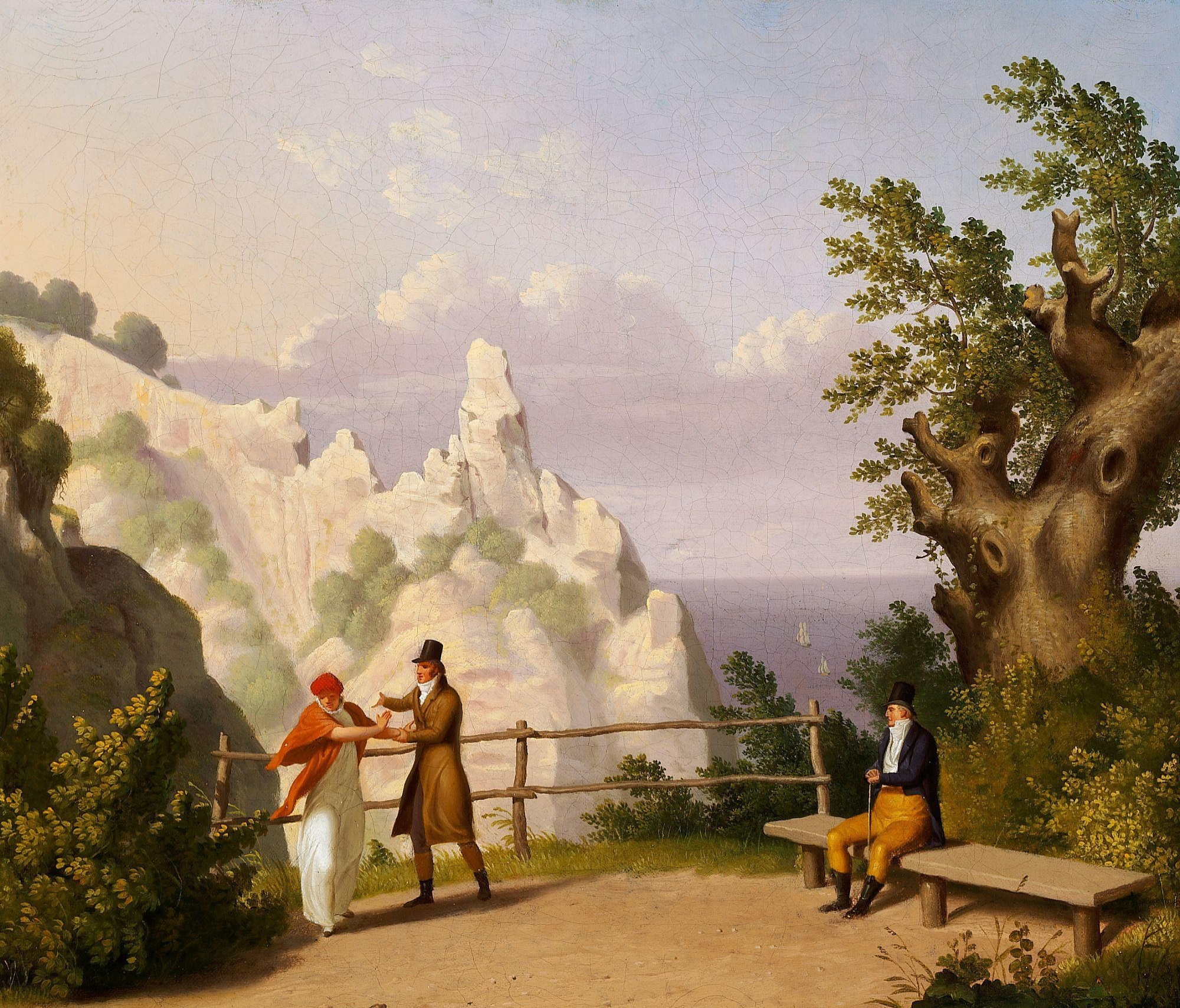
C. W. Eckersberg, widok na Møns Klint i Sommersspiret
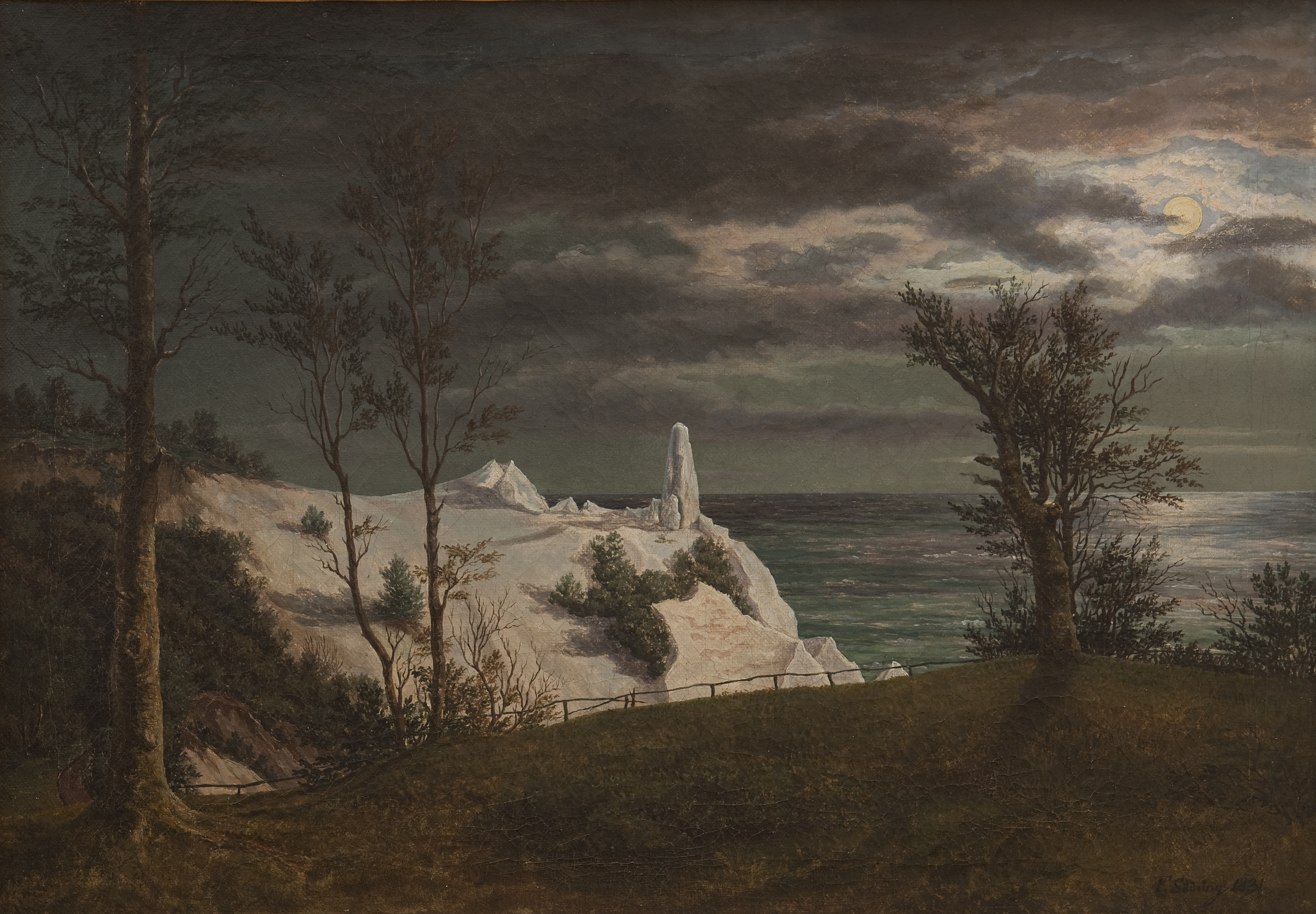
Frederik Sødring, widok na Sommersspiret nocą
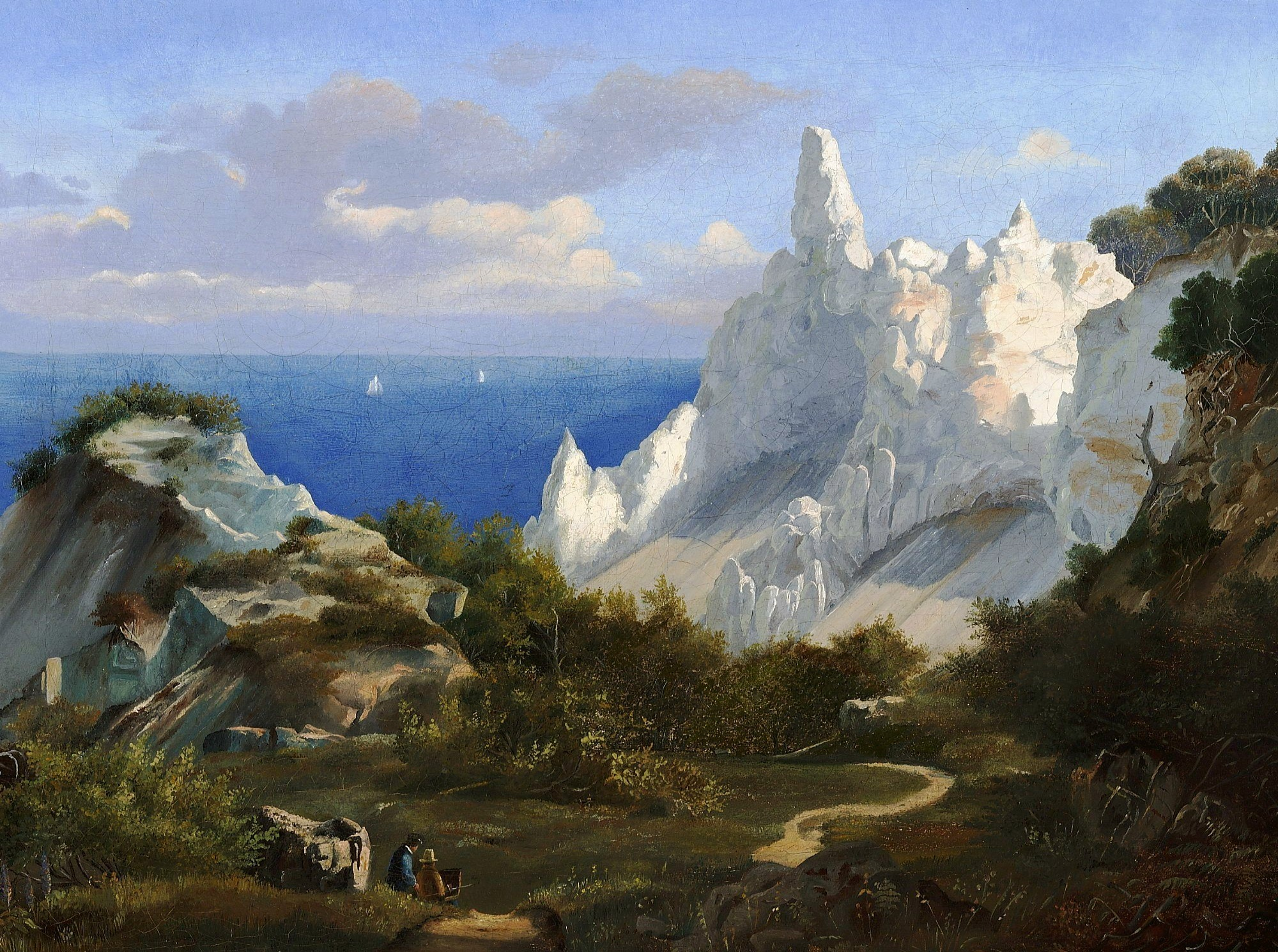
Louis Gurlitt, widok na Sommersspiret
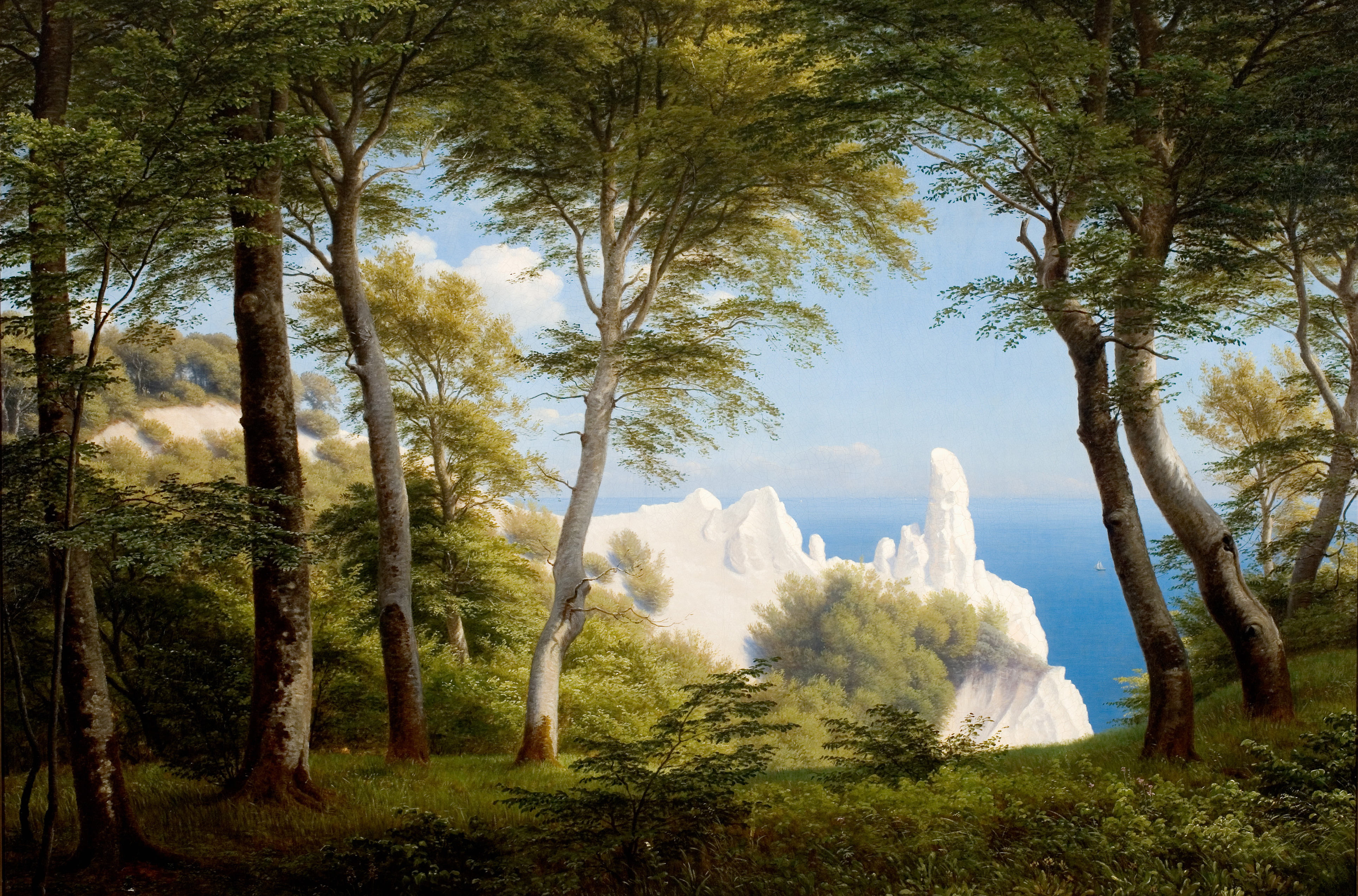
P.C. Skovgaard, Widok na morze z Møens Klint, 1850
Janus la Cour, Sommersspiret, 1891